# 道の駅会津柳津

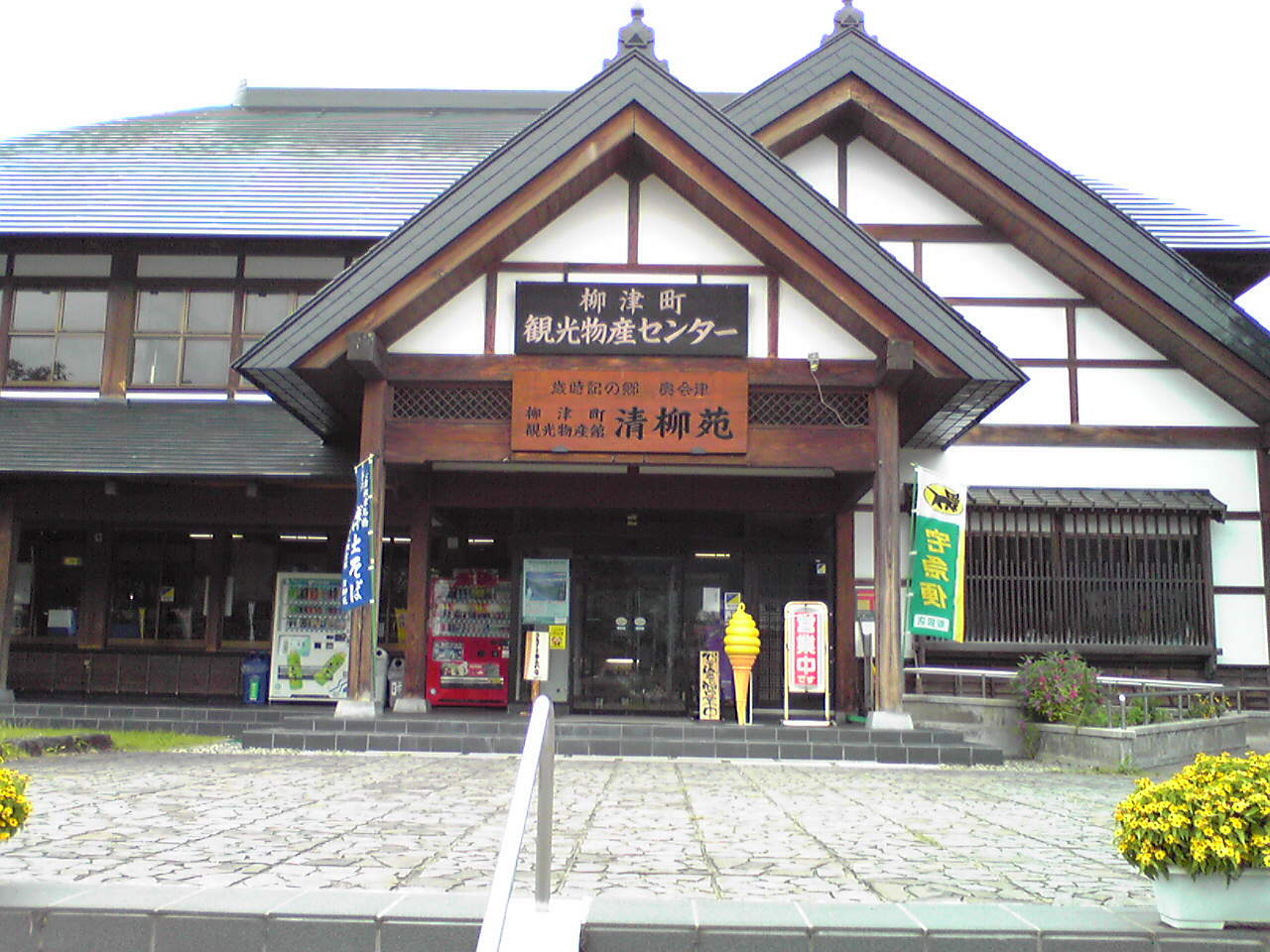
清柳苑

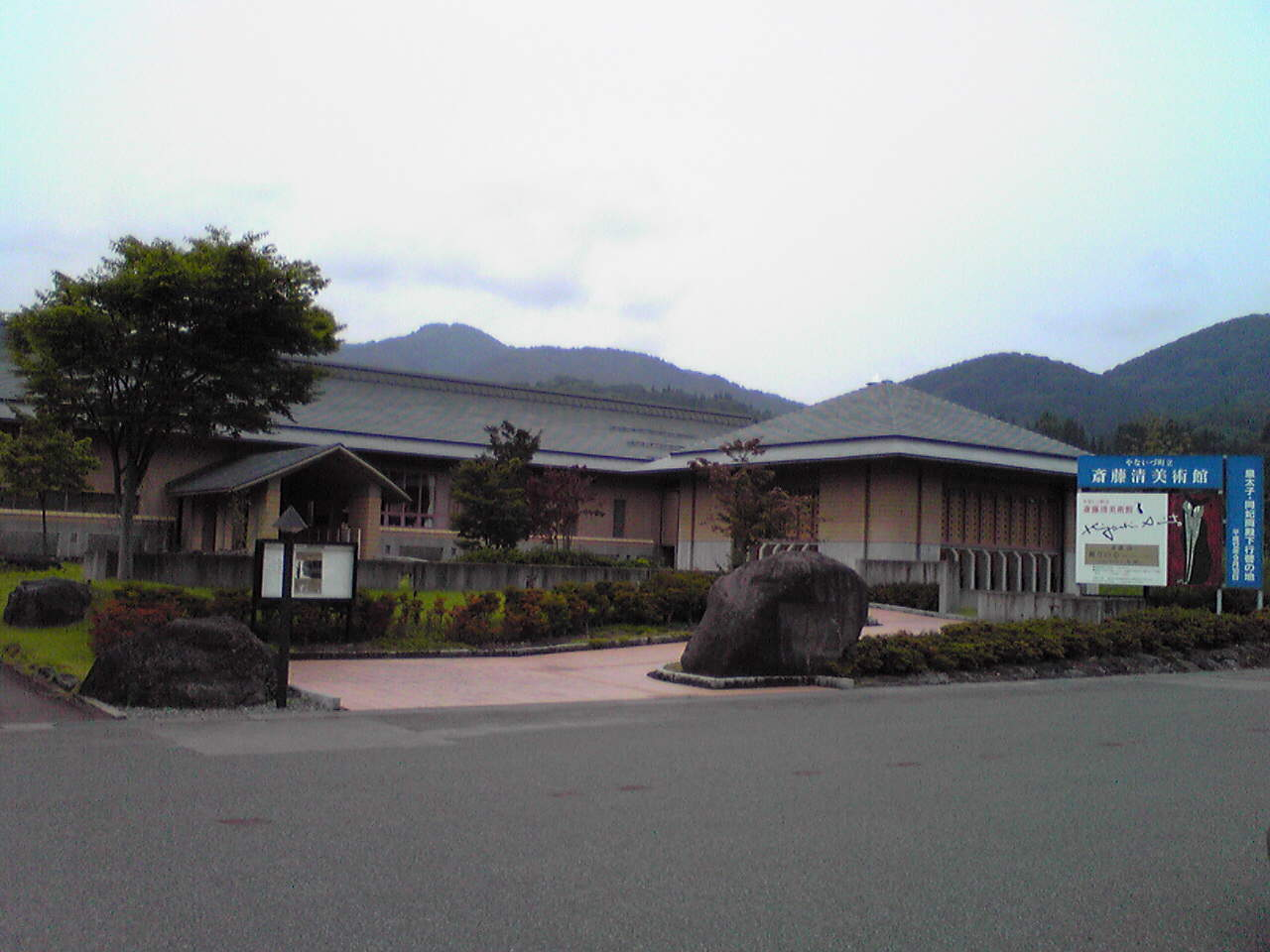
齋藤清美術館

道の駅会津柳津（みちのえき あいづやないづ）は、福島県河沼郡柳津町にある国道252号の道の駅である。愛称は会津福光虚空蔵尊街道。
2002年（平成14年）8月13日に道の駅に登録された。

## 施設
- 駐車場
  - 普通車：55台
  - 大型車：9台
  - 身障者用：1台
- トイレ
  - 男：大 4器（2器）、小 10器（7器）
  - 女：11器（8器）
  - 身障者用：3器（2器）

※（）内は、24時間利用可能
- 公衆電話：1台
- 清柳苑
  - 地域PRコーナー
  - 奥会津土産コーナー
  - 奥会津物産展示コーナー
  - 飲食コーナー（11:00 - 16:00）
  - 自動販売機コーナー
  - 情報コーナー
- 齋藤清美術館
  - 展示室
  - 映像コーナー
  - 多目的ホール
  - 販売コーナー

## 休館日
- 清柳苑：4月 - 11月無休・12月 - 3月月曜日（祝日の場合は翌日）
- 齋藤清美術館：月曜日（祝日の場合は翌日）

## アクセス
- 国道252号
  - 福島県道53号会津高田柳津線
  - 福島県道151号山都柳津線

## 周辺
- 只見川
- 柳津町役場
- 柳津郵便局
- 福島県道225号会津柳津停車場線
- 福島県道343号飯谷大巻線
- 竹久夢二記念碑
- 柳津温泉
- 柳津温泉スキー場